# Hallanlahti
Hallanlahti är en vik i Finland.   Den ligger i landskapet Mellersta Finland, i den centrala delen av landet, 260 km norr om huvudstaden Helsingfors. Hallanlahti är en del av sjön Armisvesi. 